# هيديوكي أوهاشي
هيديوكي أوهاشي (باليابانية: 大橋秀行) مواليد 8 مارس 1965 في يوكوهاما، هو ملاكم ياباني. حقق بطولة رابطة الملاكمة العالمية وبطولة المجلس العالمي للملاكمة.

## إحصائيات
خاض خلال مسيرته 24 نزالا، فاز في 19 ولم يتعادل وخسر في 5. فاز بالضربة القاضية في 12 نزالا.

## روابط خارجية
- هيديوكي أوهاشي على موقع بوكس ريك (الإنجليزية) (registration required)